# Việt Yên, Hưng Yên
Việt Yên là một xã thuộc tỉnh Hưng Yên, Việt Nam.

## Địa lý
Xã Việt Yên nằm ở phía bắc tỉnh Hưng Yên, có vị trí địa lý:
- Phía đông giáp xã Yên Mỹ.
- Phía tây giáp xã Triệu Việt Vương.
- Phía nam giáp xã Việt Tiến.
- Phía bắc giáp xã Hoàn Long và xã Nguyễn Văn Linh.

## Lịch sử
Ngày 16 tháng 6 năm 2025, Ủy ban Thường vụ Quốc hội ban hành Nghị quyết số 1666/NQ-UBTVQH15 về việc sắp xếp các đơn vị hành chính cấp xã của tỉnh Hưng Yên năm 2025. Theo đó, sắp xếp toàn bộ diện tích tự nhiên, quy mô dân số của các xã Yên Phú, Thanh Long và Việt Yên thành xã mới có tên gọi là xã Việt Yên.